# Butros Butros-Ghali
Butros Butros-Ghali (en árabe: بطرس بطرس-غالي [Buṭrus Buṭrus-Gālī]; El Cairo, Egipto, 14 de noviembre de 1922-Guiza, Egipto, 16 de febrero de 2016) fue un abogado y diplomático egipcio. Fue el 6.º secretario general de las Naciones Unidas entre el 1 de enero de 1992 y el 31 de diciembre de 1996, durante un período que coincidió con varias crisis mundiales, incluida la desintegración de Yugoslavia y el genocidio de Ruanda. Luego se desempeñó como el primer secretario general de la Francofonía de 1997 a 2002.

## Infancia y educación
Boutros Boutros-Ghali nació en El Cairo el 14 de noviembre de 1922 en el seno de una importante y bien posicionada familia copta. Su padre, Yusuf Butros Ghali, era hijo de Butros Basha Niruz Ghali, primer ministro egipcio entre 1908 y 1910. Su madre, Safela Mikhail Sharubim, era hija de Mijaíl Sharubim (1861-1920), un destacado servidor público e historiador. El niño fue criado por una niñera eslovena, una de las llamadas Aleksandrinke; estaba más cerca de Milena, "su invaluable amiga y confidente", que de su propia madre. Además, varios de sus tíos y primos habían trabajado o trabajaban también para el gobierno. Desde que era un niño se dio por hecho de que seguiría la tradición familiar de servicio público.
Boutros-Ghali se graduó en derecho en la Universidad de El Cairo en 1946. Recibió un doctorado en derecho internacional de la Facultad de Derecho de la Universidad de París y un diploma en relaciones internacionales del Instituto de estudios políticos de París en 1949. Durante 1949-1979, fue nombrado profesor de derecho internacional y relaciones internacionales en la Universidad de El Cairo, cargo en el que se mantuvo durante 28 años entre 1949 y 1977. Asumió la función de presidente de la Sociedad Internacional de Derecho de Egipto en 1965 y la de presidente del centro de estudios políticos y estratégicos Al-Ahram en 1975; y presidente de la Sociedad Africana de Estudios Políticos en 1980. Fue becario de investigación Fulbright en la Universidad de Columbia de 1954 a 1955, director del Centro de Investigación de la Academia de Derecho Internacional de La Haya de 1963 a 1964 y profesor invitado en la Facultad de Derecho de la Universidad de París de 1967 a 1968. En 1986 recibió un doctorado honorario de la Facultad de Derecho de la Universidad de Uppsala, Suecia. También fue Rector Honorario del Instituto de Graduados de Estudios de la Paz, una rama de la Universidad Kyunghee de Seúl.
Editó algunas revistas como la semanal “Al-Ahram al-Iqtisadi” o la trimestral “Al-Syassa al-Dawliah” (La Política internacional).

## Trayectoria política
Comenzó su carrera política en 1974 uniéndose al Comité Central de la Unión Árabe socialista antes de convertirse en ministro de Asuntos Exteriores de Egipto, cargo que ocuparía entre 1977 y 1991 durante las presidentes de Anwar el-Sadat y Hosni Mubarak. Era conocido por apoyar una relación pacífica con el estado de Israel y en octubre de 1977 acompañó al presidente Sadat a visitar el país hebreo, lo que suponía el reconocimiento de hecho de este, algo sin precedentes en el mundo árabe. Esta visita dio paso a una larga negociación durante 16 meses que culminó con la firma del acuerdo de Camp David entre Israel y Egipto con el beneplácito de los Estados Unidos. Butros-Ghali jugó un papel importante en la firma de este acuerdo por su posición pacífica y su cargo como ministro de asuntos exteriores. La firma de este acuerdo suponía poner fin a una relación hostil entre ambos países y una mejora en las relaciones comerciales entre ambos países. Israel abandonaría la península de Sinaí, ocupada desde 1967, y Egipto reconocería la existencia del Estado de Israel y mantendría una baja presencia militar en la zona.

Península del Sinaí tras los acuerdos de Camp David

Egipto fue el primer país en establecer una relación pacífica duradera con el estado de Israel, esto originó cierta animadversión entre los países árabes que fue aislada de la Liga Árabe y cuya sede se desplazó de El Cairo a Túnez. Egipto fue acusado de aislar la cuestión palestina en favor de la paz, alejándose de la posición árabe. Sadat recibió el premio Nobel de la Paz en 1978 y fue asesinado en 1981 por extremistas islámicos que le consideraban un traidor. El político copto lideró varias delegaciones a la Organización para la Unidad Africana y encuentros francoafricanos. Viajó a todos los países africanos y fue clave de forma extraoficial en la liberación de Nelson Mandela en 1990. Su carrera política nacional se estancó como ministro de Asuntos Exteriores y vice primer ministro debido a su condición religiosa (cristiano-copta) y la tradición de reservar este puesto a musulmanes. A pesar de esto, el aseguraba en varias entrevistas no haber sufrido nunca discriminación por ser copto, no que no hubiese discriminación, sino que el por la posición de su familia nunca la sufrió Cabe resaltar que por entonces estaba casado con la judía Leia Maria Butros-Ghali.

## Secretario general

### Elección e inicios
Debido a su cercanía al país galo y varios gobiernos africanos, contó con el apoyo de estos para ser elegido el máximo representante de las Naciones Unidas. A pesar de este explícito apoyo, no hubo una recompensa a sus promotores. Butros-Ghali siempre hizo caso omiso a los insultos y las críticas a las que ya estaba acostumbrado por negociar el acuerdo egipcio-israelí de Camp David por el que recibió mucha saña del mundo árabe, el cual le consideraba un traidor. François Mitterrand quería un francófono en el cargo, pero esta cercanía con Francia no agradaba al Reino Unido ni a Estados Unidos, que le creía muy preocupado en África. Estos apoyaron la candidatura del ex primer ministro canadiense Brian Mulroney, pero no vetaron la candidatura del egipcio. Por su parte, China y Rusia no mostraron pegas al considerar que actuaría de manera independiente a las presiones de Occidente. Butros Ghali siempre aseguró que tan solo se presentaría a un mandato como secretario general de la ONU, aunque se volvió a postular una segunda vez. Esta no resultó fructífera debido al veto de los Estados Unidos y justificaba su segundo postulamiento afirmando que: “Creo que solo la gente estúpida no cambia de opinión”. Finalmente fue elegido secretario general de las Naciones Unidas, recibiendo 11 votos a favor y 4 abstenciones del Consejo de Seguridad, convirtiéndose así en el primer africano en ostentar el cargo.
Boutros Boutros-Ghali asumió el cargo a las pocas semanas de la disolución de la URSS. En este momento consideraba que la organización podía jugar un rol más destacado en la política internacional y tendría mayor poder de intervención. Quería llevar a cabo un programa de desburocratización de las Naciones Unidas, encauzar las cuentas de la organización, democratizarla y lograr estos objetivos para el 50 aniversario de la organización en 1995. En esta época de optimismo se creyó que sería posible romper con la política de bloques y avanzar en los mencionados objetivos de la ONU, coincidiendo con una oleada de democratización en especial en aquellos países que fueron parte del Pacto de Varsovia. El Consejo de Seguridad le pidió al recién elegido secretario general que realizara unas recomendaciones sobre políticas que pudieran garantizar y sostener la paz. Boutros-Ghali respondió con su “Agenda para la paz” en la que recoge una serie de ideas de la construcción de la paz después de los conflictos en la que debe de jugar un papel fundamental el perdón y la reconciliación, valores muy cristianos por un lado. Consideraba que la ONU debía llevar a cabo “misiones de 2ª generación” con la paz como núcleo, pero también el alto al fuego y los derechos humanos. Para ello creía necesario apoyar las fuerzas de emergencia con un mayor presupuesto y una mayor cooperación regional, de manera que se profundizase en la democratización de los asuntos internacionales.

### Intervención en Somalia
El político copto lideró la ONU en una etapa convulsa en la que se estaba instaurando un nuevo panorama internacional que trajo consigo diversos conflictos a los que tuvo que hacer frente. Uno de ellos es la guerra civil Somalí que comenzó en 1991 y aún continúa. En este conflicto han intervenido multitud de países a lo largo de su desarrollo en busca de hacer frente a la piratería, el fundamentalismo islámico y el conflicto interno. En cuanto a este último, la ONU llevó a cabo unas misiones conjuntas con los Estados Unidos (Operación de las Naciones Unidas en Somalia I y II). Estas misiones no cumplieron con los objetivos previstos y persistió la inseguridad. La ONU creyó que podía resolver la crisis a través de la mediación y se olvidó de la falta de cohesión social y la consiguiente justificación de la violencia como herramienta legítima de defensa. Las misiones estadounidenses se centraron en el desarme selectivo para evitar la violencia, pero fracasó al dejar a ciertos grupos dotados de armamento. El secretario general de las Naciones Unidas no estuvo muy de acuerdo en que esta operación solamente fuera de carácter humanitario. En una reunión con el Consejo de seguridad declaró querer que esta intervención «forzara a los clanes a desarmarse y a confiscar su armamento pesado». Washington no estaba de acuerdo en esto por varios motivos: consideraba que era exponer demasiado a sus tropas, no proporcionaba ningún beneficio a Estados Unidos y Bush no podía comprometer a sus tropas ni a su gobierno, pues había perdido las elecciones y no tenía el margen de decisión suficiente. Durante la Operación de las Naciones Unidas en Somalia I la ONU mandó tropas para asegurar que la ayuda humanitaria pudiera entregarse adecuadamente. Estas tropas fueron aumentando a la par que se trataba de mejorar el programa de ayuda de manera que fuera más eficaz y así, combatir mejor la hambruna que azotaba al país. Otro punto discordante entre Butros-Ghali y Bush fue la duración de la misión, dado que Washington no quería comprometerse demasiado y dejar el asunto en manos de la ONU. La Segunda Operación de las Naciones Unidas en Somalia se puso en marcha como una ampliación de la primera en el año 1993. Para esta misión Butros-Ghali destinó una partida de 300 millones de dólares de los fondos de la organización para: garantizar un ambiente seguro en Somalia, restablecer las instituciones políticas, intentar acabar con la violencia armada, conseguir la reconciliación política y dar cobijo y ayuda económica a los refugiados de este conflicto. Durante la Batalla de Mogadiscio (3-4 de octubre de 1993), en la que las tropas estadounidenses intentaban dar caza a hombres cercanos al líder Mohamed Farrah Aidid, fueron abatidos varios helicópteros y soldados estadounidenses, lo que provocó un gran revuelo en el país y un aluvión de críticas al presidente Clinton, que a su vez intentaba pasar la culpa al secretario general de la ONU. Esta situación no hizo más que enzarzar las relaciones entre Butros-Ghali y el gobierno de Washington. Tras la retirada de las tropas estadounidenses, Butros-Ghali declaró: «No puedo hacer nada. No tengo armas. No tengo dinero. No tengo expertos. Estoy pidiendo de todo. Si los Estados miembros no quieren, ¿qué puedo hacer?».

### Intervención en el Sahara
Durante los años noventa la situación en el Sahara Occidental estaba en una paz incierta. Marruecos continuaba reclamando ese territorio mientras que la ONU y el Frente Polisario demandaban un referéndum. Marruecos incluyó al Sahara como una provincia más en las elecciones de 1993 y Butros-Ghali pospuso el referéndum hasta 1994. Este fue pospuesto otra vez a 1995, y en este año vuelto a posponer. Ya con Butros-Ghali fuera de la Secretaría General de la ONU, el referéndum se siguió posponiendo una y otra vez y el Frente Polisario y Marruecos enfrentados.

### Intervención en Ruanda
En 1994 se produjo uno de los peores sucesos en la historia reciente de África, un suceso que se estima cobró la vida de un millón de personas en un corto periodo de tiempo, el Genocidio de Ruanda de 1994. Este sin duda es el mayor problema al que tuvo que hacer frente Butros-Ghali como secretario general de la ONU. El genocidio comenzó la noche del 6 de abril de 1994 en el que el presidente Juvénal Habyarimana y su homólogo de Burundi, Cyprien Ntaryamira sufren un atentado en un avión. Esa noche se produjeron las primeras muertes. Al día siguiente fue asesinada la primera ministra Agathe Uwilingiyimana y de diez soldados belgas encargados de su protección. Desde este momento la violencia fue en aumento sucediéndose masacre tras masacre. Diplomáticos internacionales y tropas de la ONU que por entonces eran unas 2500 fueron testigos de estos hechos. Los oficiales de Misión de Asistencia de las Naciones Unidas para Ruanda pidieron a Nueva York que su presencia debía continuar y actuar de manera efectiva. A pesar de esta petición, las tropas no intervinieron ese día ni los siguientes y la violencia se extendió por el país. Los diplomáticos y las tropas fueron retiradas excepto una pequeña agrupación de 250 soldados. Durante estas semanas de horror, la comunidad internacional se centró más en como denominar lo que estaba ocurriendo que en detenerlo. La ONU activó la "Operación Turquesa", con el objetivo de restablecer el orden en el país y mantener una zona de protección humanitaria. Esta responsabilidad fue entregada a Francia. Butros-Ghali fue muy criticado por la actuación de la ONU, que tras el fracaso en Somalia el año anterior y las muertes de los soldados americanos, prefirió mantenerse a un lado. Al mismo tiempo, Butros-Ghali fue acusado de haber alimentado el conflicto, ya que había facilitado un acuerdo de armas entre Egipto y el régimen hutu de Ruanda mientras actuaba como ministro de Relaciones Exteriores de Egipto, que explicó como parte de sus responsabilidades para apoyar la industria armamentista egipcia. En diciembre de 1993 llegaron delegados de la ONU en la United Nations Assistance Mission for Rwanda (UNAMIR).

### Intervención en Yugoslavia
Durante las guerras yugoslavas, Butros-Ghali se opuso al bombardeo por parte de la OTAN y se quejó de que de las 35 000 tropas requeridas a los países solo aportaron 8000. A su vez, la ONU declaró un embargo de armas que suponía, de facto, una ventaja para los serbios y privar a la República de Bosnia y Herzegovina de su derecho a defenderse. Los cascos azules no tenían la capacidad para imponer paz y su función fue la de hacer llegar ayuda humanitaria. Butros-Ghali fue reprochado por no presionar lo suficiente al consejo de seguridad y por llevar a cabo una mayor intervención, pero sobre todo por el embargo de armas que dejó indefensos a República de Bosnia Herzegovina. Butros-Ghali se mostró reacio involucrar a la ONU en Bosnia, sabiendo que era inútil pedir a las fuerzas de paz que actuaran como observadores imparciales y enemigos de la agresión Serbia al mismo tiempo. Pero no pudo resistir la necesidad de Estados Unidos y Europa de usar a la ONU para demostrar que estaban haciendo algo sobre el horror. Según Meisler (1995, pág. 288): «a la larga, tanto las misiones de Bosnia como Somalia seguramente serán consideradas misiones fallidas de la ONU. Si es así fueron arrastrados por la falta de determinación en los Estados Unidos y Europa, no por las fallas del secretario general. Sin embargo, la reputación de Butros-Ghali sufrió». 

### Intervención en Angola
Además de la guerra civil somalí, también tuvo que hacer frente a otras guerras fratricidas como la guerra civil angoleña, que por entonces era uno de los conflictos más longevos del continente africano. Cuando Butros-Ghali accedió al cargo, Naciones Unidas ya tenía sobre el terreno una serie de efectivos desde 1989 para cumplir los acuerdos Tripartito y Bilateral. El secretario general pidió al Consejo de Seguridad que la UNAVEM III sustituyese a la UNAVEM II para contribuir a restablecer la paz y lograr la reconciliación nacional. El Consejo de Seguridad autorizó el establecimiento de la UNAVEM III el 8 de febrero, con el despliegue de 7 mil soldados y personal militar de apoyo. En 1994 se firmaron los acuerdos de Lusaka, pero poco después la guerra volvió a empezar. La ONU ante la imposibilidad de acabar con el conflicto comenzó a retirar tropas progresivamente.

### Intervención en El Salvador
La ONU y Butros-Ghali jugaron un papel fundamental en el conflicto salvadoreño que tenía inmerso al país en una guerra civil desde 1979. Su principal aportación fue en la firma de los acuerdos de paz, consiguiendo que ambas partes se sentaran a negociar, y en su cumplimiento, ya que la misión ONUSAL se mantuvo en el país más allá de la firma de la paz.

Firma de Acuerdos de Chapultepec

### Invasión israelí de Líbano
Cuando Israel invadió Líbano en 1996 se llevaron a cabo una serie de operaciones que costaron la vida de cientos de civiles que se encontraban refugiados en la localidad de Caná, donde se encontraba un puesto provisional de la ONU. Israel justificó este bombardeo asegurando que desconocía la presencia de refugiados en la ciudad y que el ataque se debió a un “error táctico” y que el objetivo eran integrantes del grupo Hezbolá. El informe de Naciones Unidas concluyó que era poco probable que el ataque pudiese haber sido un error táctico, lo que provocó un gran enfado del primer ministro israelí y de Bill Clinton que habían intentado que no se publicase el informe. Esto volvió a empeorar las relaciones entre los Estados Unidos y el secretario general Butros-Ghali.

## Relación con Estados Unidos
Butros-Ghali como alto cargo electo en un organismo multilateral mostró su compromiso con la imparcialidad y la preservación del equilibrio de poder, evitando las injerencias estadounidenses. Las relaciones del político copto con el país norteamericano nunca fueron boyantes. Desde el inicio de su mandato, el perfil de independiente provocaba poca devoción en los mandatarios estadounidenses, y los Estados Unidos se negaron a saldar deudas con las Naciones Unidas alegando una mala gestión, malversación de fondos e incompetencia de Butros-Ghali. Los Estados Unidos con el fin de la Guerra Fría intentaban aprovechar al máximo su papel en el Nuevo Orden Mundial mediante el unilateralismo y la imposición del neoliberalismo global, posturas que Butros-Ghali rechazaba contundentemente. El carácter anti-ONU del partido conservador, las intervenciones en Somalia, Ruanda y sus críticas a la OTAN por los bombardeos en Bosnia, sumado al desprecio estadounidense por los organismos multilaterales, lograron el gran escepticismo de los gobiernos americanos hacía el político egipcio. Butros-Ghali se presentó sin oposición a un segundo mandato obteniendo 14 de 15 votos y el veto de los Estados Unidos. Ghali volvió a contar con el apoyo de la Organización de Unidad Africana, aunque con Ghana, Etiopía y Ruanda en contra por su gestión en el genocidio de 1994. El anuncio de su reelección enfureció al gobierno estadounidense de Clinton debido a las malas relaciones de esta administración con el secretario general de la ONU. Los Estados Unidos amenazaron con vetar la candidatura si se presentaba de nuevo al cargo y eso fue lo que sucedió. De esta manera Butros-Ghali se convirtió en el único secretario general en ser vetado en una reelección.

## Secretario general de la Francofonía y últimos años de actividad
Tras su etapa como secretario general de las Naciones Unidas, se convirtió en secretario general de la francofonía en 1997, una organización de estados francófonos encaminada a proteger el uso del francés. El presidente Jacques Chirac lo propuso para el cargo. Modificó el nombre de la organización a Organización Internacional de la Francofonía y le dio una responsabilidad política y cultural. Abrió la organización a misiones culturales y lingüísticas encaminadas a asegurar la sostenibilidad de la cultura francófona mediante el diálogo entre las diferentes culturas y civilizaciones. Abandonó el cargo en enero de 2003. Continuó apoyando a las Naciones Unidas como presidente de la sociedad para el desarrollo internacional desde el 1997 hasta el 2000. En 2004 fue elegido presidente de la Comisión Nacional egipcia para los derechos humanos. También trabajó para algunos think tank dedicados al desarrollo y a los derechos de los países más pobres. Fue elegido presidente honorífico del Centro Europeo para la paz y el desarrollo. Pasó sus últimos años de vida entre El Cairo y París, dando conferencias. Aconsejó al presidente egipcio Abdel Fattah en la política económica y exterior del país. En 2012 abandonó de forma definitiva la actividad política. Recibió múltiples premios, fue nombrado doctor honoris causa en numerosas universidades y academias.
En febrero de 2016 ingresó en un Hospital de El Cairo tras una caída que le fracturó la pelvis. Falleció el 16 de febrero de 2016 a los 93 años.